# Aytos Point
Aytos Point är en udde i Antarktis. Den ligger i Sydshetlandsöarna. Argentina, Chile och Storbritannien gör anspråk på området.
Terrängen inåt land är bergig åt nordväst, men åt nordost är den kuperad. Havet är nära Aytos Point åt sydost. Trakten är glest befolkad. Närmaste befolkade plats är St. Kliment Ohridski Base, 17,3 kilometer nordväst om Aytos Point. 